# キャッチ!ブランチ
『キャッチ!ブランチ』（英称:catch! branch）は、中京テレビで2017年1月9日から2018年3月30日まで放送されていた昼のローカルニュース・情報番組である。

## 概要
2012年4月2日から放送されている『キャッチ!』の昼前版。
それまでの『NNNストレイトニュース』の中京テレビローカル枠を引き継ぎ、新しい東海地区向けの昼のローカルニュース・情報番組として再出発するもので、この番組は東京の日本テレビから全国のニュースと東海地方のこれまでに入ってきたニュースのほか、気象情報と生活情報も伝える。なお、テロップ、スタジオセット等の基本デザイン『キャッチ!』と共用しているが、オープニングのタイトルコールは「キャッチ!ブランチ」と独自のものを使用。
本番組の開始により、日本テレビと同時ネットである『PON!』は11:25飛び降りとなった。
2017年11月6日より小規模な番組リニューアルを行い、天気予報を中京テレビ本社屋前より中継することになった。また、同年11月13日より新コーナー「日替わりブランチ」を、翌年3月より料理コーナー「ブランチクッキング」（毎週木曜日）をそれぞれ開始した。
2018年3月30日をもって終了し、後番組として4月2日から『ストライク!』がスタートすることとなった。

## 放送時間
いずれも日本標準時。
- 月 - 木 11:25 - 11:55（ローカルパートは、11:25 - 11:30・11:40 - 11:55）
- 金曜日 11:30[注 2] - 11:55（ローカルパートは、11:40 - 11:55）

## 出演者
肩書きがない者は中京テレビアナウンサー。以下は公式サイト掲載順。
キャスター
- 松岡陽子[7][注 3]
- 上山元気[7]

天気キャスター
- 松下有菜（気象予報士）[8] - 2017年4月3日より出演[9][10]。

### 過去の出演者
- 土井邦裕（気象予報士） - 開始開始当初[7][11]より2017年3月31日まで出演[12][13]。